# Massimo Marianella
Massimo Marianella (Roma, 6 aprile 1966) è un giornalista e telecronista sportivo italiano.

## Biografia
Frequenta il liceo classico "Francesco Vivona" a Roma. Divenuto giornalista professionista, dopo le prime esperienze con la carta stampata per i quotidiani Paese Sera e Il Tempo, inizia la carriera come giornalista televisivo. Debutta nell'emittenza romana (Radio Incontro, TeleRoma 56) con Michele Plastino e Sandro Piccinini.
Nel 1987 inizia a lavorare per Tele Capodistria, canale passato nell'orbita di Fininvest proprio in quell'anno. Il 6 aprile 1988 conduce la sua prima telecronaca, quella di Bayer Leverkusen-Werder Brema, semifinale di andata della Coppa UEFA 1987-1988, con Fabio Capello seconda voce. Dopo aver fatto giovanissimo il suo esordio su Tele Capodistria, commenta per l'emittente italo-slovena il campionato europeo di calcio 1988. Insieme a Roberto Bettega segue in telecronaca le partite della nazionale italiana all'europeo di Germania Ovest e il quotidiano sportivo francese L'Équipe lo cita come "il più giovane telecronista ad aver commentato la fase finale di un europeo o di un mondiale".
Con Sandro Piccinini e Fabio Caressa è curatore del film ufficiale FIFA sul campionato mondiale di Italia 1990.
Passato alle reti Fininvest nel 1988, è inviato per la trasmissione di Italia 1 Pressing nei primi anni '90.
Trasferitosi nel 1992 alla neonata Telepiù, prima piattaforma italiana di pay-tv, dall'incontro Scozia-Italia del 18 novembre 1992 (valido per le qualificazioni al campionato del mondo 1994) diventa il telecronista abituale della nazionale italiana di calcio per Telepiù. Dopo Nicolò Carosio, Nando Martellini, Bruno Pizzul e Giorgio Martino diviene il quinto italiano a commentare in televisione una partita della nazionale italiana di calcio in una gara ufficiale. Domenica 29 agosto 1993, su TELE+2, è il telecronista del primo posticipo nella storia del campionato italiano di Serie A in pay-tv, Lazio-Foggia. Per Telepiù segue tutte le più importanti competizioni di calcio internazionale, prima di dedicarsi alle telecronache dei posticipi della Serie A su Telepiù, canale dove è rimasto fino al 2003.
Con la nascita di Sky diviene la voce principale della Premier League e la commenta fino al 2014, per poi riprendere tale attività nel 2016, dopo essere stato per due anni la voce principale della Bundesliga. Spesso presente come opinionista su Sky Sport 24, è esperto di calcio internazionale, avendo commentato il campionato del mondo 2010, il campionato del mondo 2014, il campionato d'Europa 2016, il campionato del mondo 2018 e il campionato d'Europa 2020, oltre che varie edizioni della Coppa America.
Per anni è la voce principale di Sky Sport nella UEFA Champions League, commentandone dieci finali consecutive, dal 2006 al 2015, raccontando la vittoria del Milan per 2-1 sul Liverpool nel 2007 e il successo dell'Inter per 2-0 sul Bayern Monaco nel 2010. Con l'avvento dell'Europa League sulla piattaforma, diviene uno dei suoi principali telecronisti e opinionisti. Sono sue le telecronache di tutte le finali del torneo dal 2017 al 2020. Nel 2021 commenta nuovamente la finale di UEFA Champions League, vinta dal Chelsea contro il Manchester City per 1-0. Nel 2023 commenta la finale di UEFA Conference League vinta dal West Ham Utd contro la Fiorentina e l'anno successivo la finale di UEFA Conference League vinta dall'Olympiacos contro la Fiorentina.
Oltre al calcio, segue occasionalmente tennis, basket e football americano. Collabora con varie riviste di tennis e pallacanestro, con BBC Radio 5 Live e il mensile calcistico giapponese World Soccer Graphics.
Nel 2015 ha pubblicato il libro Dove ti porta il calcio, una guida dei principali stadi europei arricchita dalla descrizione delle città che ospitano i suddetti impianti. Il libro è stato scritto con la collaborazione di Letizia Conte